# Enkeltstart
Enkeltstart er i cykelsporten en disciplin, hvor cykelrytterne sendes af sted én ad gangen, typisk med et fast tidsinterval, på den samme rute. Hver enkelt rytters tid på målstregen registreres, og vinderen af enkeltstarten er så den rytter der har kørt ruten hurtigst igennem. Det vil sige, at det i højere grad opleves som en kamp mod uret end som en konkurrence mod andre ryttere. På fransk kaldes disciplinen direkte oversat mod uret (contre la montre) forkortet CLM. På engelsk benyttes forkortelsen ITT for Individual Time Trial.
I etapeløb er det almindeligt, at den førende rytter før enkeltstarten starter sidst, nummer to næstsidst, og så videre.
Enkeltstart er en helt speciel disciplin i forhold til de øvrige cykeldiscipliner. En rytter som er god i enkeltstart, er ikke nødvendigvis god i hverken bjerge, spurter eller
andre discipliner.
Enkeltstart som konkurrenceformat findes også i andre sportsgrene, for eksempel i langrend og skiskydning, her kaldes de respektive discipliner dog noget andet end enkeltstart, men i praksis sendes alle atleterne af sted på den samme rute med et bestemt tidsinterval.

## Varianter
I cykelsport findes forskellige varianter af den klassiske enkeltstart:
Holdenkeltstart – Er en fast disciplin ved både VM og OL. Desuden indgår den ofte i de tre store rundture (Giro d'Italia, Tour de France og Vuelta a Espana). Ved holdenkeltstarten er det hele hold der sendes afsted og sammen skal prøve at køre ruten hurtigst muligt igennem. Det er typisk tiden for den femte af holdets ryttere der passerer målstregen, der bliver hele holdets tid.
Bjergenkeltstart – En enkeltstart hvor det meste af ruten går opad et bjerg. Dette er i modsætning til de fleste almindelige enkeltstarter, der typisk er næsten pandekage flade.[kilde mangler]
Baneenkeltstart – En enkeltstart på en indendørs velodrom (cykelbane). Her er vinden så at sige fjernet, således at rytterens sande evner kommer tydeligere frem.
Timerekorden – En helt særlig disciplin, også på bane, hvor rytteren skal tilbagelægge så stor en distance som muligt i løbet af én time. Denne variant har som navnet antyder mere karakter af et rekordforsøg for en enkelt rytter. Men for rytteren er det stadig evnen til at kunne koncentrere sig og yde et konstant stort tryk i pedalerne der er afgørende.

## Mestre
Enkeltstartene er i de store cykelløb ofte afgørende for, hvem der vinder samlet. For eksempel er det yderst sjældent, at den samlede vinder af Tour de France ikke også er blandt de absolut bedste på enkeltstarterne. Det er dog ikke nok kun at være ekspert på enkeltstarterne for at vinde de store etapeløb, hvilket Fabian Cancellara er et godt eksempel på. Han har i årene omkring 2010, været næsten urørlig på enkeltstarterne, men har ikke kunnet blande sig i toppen af klassementet i Tour de France.
Der har været mange andre cykelryttere med store resultater i denne disciplin. Amerikaneren Greg LeMond var en af de største i sin tid (1980'erne), og han brugte megen tid på træning i disciplinen for at forbedre teknikken med henblik på at mindske vindmodstanden, som er særlig kritisk på en enkeltstart. Han satte også for alvor gang i arbejdet med at ændre cykel og udstyr for at vinde de ofte vigtige tiendedele sekunder.[kilde mangler]
Da Miguel Indurain vandt Le Tour de France fra 1991 til 1995, var det især på enkeltstarterne, at han var sine konkurrenter overlegne. Det var ikke unormalt, at han vandt med flere minutter i forhold til den næstbedste.[kilde mangler]
Af danske cykelryttere med flair for enkeltstart kan nævnes Ole Ritter, Bjarne Riis og Rolf Sørensen,[kilde mangler] der alle har vundet flere enkeltstarter.
Af enkeltstartsspecialister kan nævnes Fabian Cancellara, Tony Martin og Bradley Wiggins.
En særlig art af denne disciplin er holdløb.